# Brahojos de Medina
Brahojos de Medina ist ein nordspanischer Ort und eine Gemeinde (municipio) mit nur noch 101 Einwohnern (Stand: 2024) im Süden der Provinz Valladolid der Autonomen Gemeinschaft Kastilien-León.

## Lage
Der Ort Brahojos de Medina befindet sich in der kastilischen Hochebene in einer Höhe von etwa 750 m. Die Provinzhauptstadt Valladolid liegt etwa 65 km nordöstlich; die historisch bedeutsame Stadt Medina del Campo ist nur ca. 16 km in nordöstlicher Richtung entfernt. Das Klima im Winter ist durchaus kalt, im Sommer dagegen warm bis heiß; die eher spärlichen Regenfälle (ca. 375 mm/Jahr) fallen verteilt übers ganze Jahr.

## Bevölkerungsentwicklung
| Jahr      | 1857 | 1900 | 1950 | 2000 | 2019 |
| Einwohner | 414  | 333  | 414  | 182  | 117  |

Der Bevölkerungsrückgang im 20. Jahrhundert ist im Wesentlichen auf die Mechanisierung der Landwirtschaft und den damit einhergehenden Verlust von Arbeitsplätzen zurückzuführen (Landflucht).

## Wirtschaft
Die auf den fruchtbaren Lehm- und Lössböden der Tierra de Medina betriebene Feldwirtschaft und die Haltung von Kleinvieh (v. a. Hühner) bildeten jahrhundertelang die Lebensgrundlage der als Selbstversorger lebenden Bevölkerung der Region; Pferde und Esel wurden als Zug- und Tragtiere gehalten. Seit dem Mittelalter entwickelten sich auch Handwerk, Kleinhandel und Dienstleistungsbetriebe aller Art, die jedoch inzwischen zumeist wieder verschwunden sind.

## Geschichte
In vorrömischer Zeit gehörte die Region zum Siedlungsgebiet des keltischen Volksstamms der Vaccäer; später kamen Römer und Westgoten und im 8. Jahrhundert wurde das Gebiet von den Mauren überrannt – alle vier Kulturen haben jedoch in dem ehemals möglicherweise bewaldeten Gebiet keine archäologisch verwertbaren Spuren hinterlassen. Bereits im 9. Jahrhundert eroberten asturisch-leonesische Heere die Gebiete nördlich des Duero zurück (reconquista). Ende des 10. Jahrhunderts machte der maurische Heerführer Almansor die christlichen Erfolge vorübergehend wieder zunichte, aber im 11. Jahrhundert dehnte das Königreich León sein Herrschaftsgebiet erneut bis zur Duero-Grenze aus. Die Region wurde wiederbesiedelt (repoblación). Nach vorangegangenen Versuchen vereinigte sich León im Jahr 1230 endgültig mit dem Königreich Kastilien, doch kam es auch in der Folgezeit immer wieder zu Auseinandersetzungen. Seine Blütezeit erlebte der Ort im ausgehenden Mittelalter und in der frühen Neuzeit.

## Sehenswürdigkeiten
Die ursprünglich im Mudéjar-Stil errichtete Iglesia de María Magadalena ist ein nahezu komplett aus Ziegelsteinen errichteter Bau des 16. Jahrhunderts. Die drei Kirchenschiffe sind gewölbt und mit Stuckornamenten aus dem 18. Jahrhundert verziert. Besonders zu beachten ist eine dem Bildschnitzer Gregorio Fernández zugeschriebene Christusstatue aus der ersten Hälfte des 17. Jahrhunderts.